# 張純修
张纯修（1647年—1706年），字子敏，号见阳、子安，又号敬斋，河北丰润人，后记籍辽阳，内务府滿洲正白旗人，或内务府正白旗包衣汉军人（属内务府正白旗汉姓满洲旗人）。清朝官员。善画。

## 生平
曾考取貢生，授江华县令，官至庐州府知府。擅画山水，能临摹古画，形神逼肖。卒年不詳。进士曹鑑倫作《皇清诰授中宪大夫江南庐州府知府加五级见阳张公墓志铭》。
1705年，知府张纯修在庐州创办横渠书院，后改称庐阳书院。
与正黄旗满洲诗人纳兰性德（字容若）交友，为其辑刻《饮水诗词集》并作序，“每画兰，必书容若词”。与内务府正白旗汉军、江宁织造曹寅（号楝亭）交友。曾临米元晖（米友仁）《五州烟雨图》，曹寅为作题诗。又作《楝亭夜话图》（今藏吉林省博物馆），曹寅亦题诗，曹寅在诗中谈到两家在内务府的故交，回忆与纳兰性德共任侍卫的时光（载杨钟羲《雪橋詩話三集》卷4）。
富书画收藏，有元赵孟頫《赵书“快雪时晴”图卷》（今藏故宫博物院），宋赵孟坚《水仙卷》，宋李公麟《二马图》，元初钱选《桃花源图》，元王蒙《竹石轴》（今藏苏州博物馆），元黄公望《丹崖玉树图》，元倪瓒《秋林山色图》、《秋亭嘉树图》（现藏北京故宫博物院）、《古木竹石轴》，明周之冕 《百花图》等。
著《语石轩词》一卷，康熙35年续修《庐州府志》47卷（1696）。

## 家庭
- 父张自德（又張滋徳、张自得，约1609—1668），顺治四年（1647）丁亥科贡士，順治十六年任大理寺卿（同年继任者内务府正黄旗汉军朱国治），同年转任陕西廵撫兼都察院右副都御史（载《钦定八旗通志：各省巡抚》卷340，被错记为汉军正黄旗人），康熙元年河南巡抚、康熙三年加工部尚書衔[2]。“張滋徳，正白旗包衣管領下人，世居遼陽地方，來歸年分無考，原任山西廵撫（又记陕西巡抚）。其子張純修原任知府，張純儒原任知縣，張純申原任知州。孫赫色現任䕶軍校”（据《八旗滿洲氏族通譜》卷74）。康熙六年，河南巡抚张自德重修开封府文庙（载《河南通志》）。
- 胞兄張純儒，原任知縣；張純申，原任知州。